# Синдром на дефицит на вниманието и хиперактивност при възрастните
Синдромът с дефицит на вниманието и хиперактивност при възрастните е персистиращо разстройство с дефицит на вниманието и хиперактивност (СДВХ, на английски: ADHD) при възрастните. Това е разстройство на неврологичното развитие, което означава, че симптомите трябва да присъстват и в детството, с изключение на случаите когато СДВХ възниква след травматично мозъчно увреждане. По-конкретно, за СДВХ трябва да са налице множество симптоми преди 12-годишна възраст, според диагностичните критерии на ДСН-5. Тази гранична възраст от 12 години е промяна от предишното изискване в ДСН-IV за поява на симптоми преди 7-годишна възраст, за да се добави гъвкавост при диагностицирането на възрастните.
Преди се е смятало, че СДВХ е детско разстройство, което се подобрява с възрастта, но скорошни изследвания опровергават това. Приблизително 2/3 от случаите на СДВХ в детска възраст продължават и в зряла възраст с различна степен на тежест на симптомите, които се променят с течение на времето и продължават значително да влияят върху ежедневното функциониране на индивидите в множество области.
Тази нова представа за СДВХ е допълнително отразена в ДСН-5, който изброява СДВХ като „състояние на неврологичното развитие през целия живот“ и има различни изисквания за деца и възрастни. Съгласно критериите на ДСН-5 децата трябва да показват „шест или повече симптома или в областта на невниманието или в хиперактивно-импулсивната област, или и в двете“ за диагностициране на СДВХ. По-възрастните юноши и възрастните (на 17 и повече години) трябва само да демонстрират поне пет симптома във всяка област, за да отговарят на диагностичните критерии. Международната класификация на болестите – 11-та ревизия (МКБ-11) също актуализира своите диагностични критерии, за да се приведе в съответствие с новите критерии на ДСН-5, но в промяна от ДСН-5 и МКБ-10, като същевременно изброява ключовите характеристики на СДВХ, МКБ-11 не уточнява възрастта на поява, необходимия брой симптоми, които трябва да бъдат проявени, или продължителността на симптомите.
Последната актуализация на ДСН-5 от ДСН-IV е преразглеждане на начина, по който класифицира СДВХ по симптоми, като се разменят „подтипове“ с „прояви“, за да се представи по-добре плавността на характеристиките на СДВХ, показвани от хората с възрастта.

## Три вида прояви
СДВХ е разделен основно на три вида:
- С преобладаващо невнимание (ADHD-I)
- С преобладаващи хиперактивност/импулсивност (ADHD-HI)
- Смесен (ADHD-C)

Проявата на симптомите и тежестта на СДВХ е много разнообразна и варира при отделните индивиди. Хиперактивните симптоми, по-специално, често намаляват в юношеството. Невниманието е по-често срещаното проявление при СДВХ при възрастните, проявяващо се като трудности при започване и завършване на задачи, забравяне, затруднено фокусиране, дезорганизация и постоянно закъснение.
СДВХ може да бъде диагностициран само от лицензиран клиницист. Диагнозата се поставя клинично чрез изчерпателно и структурирано интервю, за да се получи пълна история на настоящите и детските симптоми на индивида и тяхното отрицателно въздействие върху ежедневното функциониране. Трябва също така да се получи пълна медицинска история, тъй като честотата на съпътстващи заболявания (коморбидности) със СДВХ е висока.  Допълнителната анамнеза, получена от хора, близки до индивида в различни сфери (напр. родители, братя и сестри, партньори, учители, колеги, работодатели), може да бъде полезна при потвърждаване на диагнозата.
СДВХ е силно генетично повлияно състояние, което означава, че обикновено протича в семействата. Индивиди с роднини от първа степен със СДВХ демонстрират риск от СДВХ 4-5 пъти по-висок от процента на общата популация и нива на разпространение около 20%. Степента на унаследяване на заболяването се оценява на около 76% сред децата и юношите и между 70 и 80% сред възрастните. Точните причини за СДВХ все още не са напълно разбрани, но се смята, че негенетичните биологични рискови фактори (напр. ниското тегло при раждане, събитията по време на бременност) и факторите на обкръжаващата среда също играят роля в развитието на СДВХ.
Ефективното лечение на СДВХ обикновено изисква комбинация от психообучение (обучение на засегнатите лица за СДВХ и неговата проява и ефекти), поведенчески намеси (напр. когнитивна поведенческа терапия), фармакотерапия (лечение с медикаменти) и обучение за СДВХ. Стимулантите се считат за лекарства от първа линия за лечение на СДВХ. Особено за възрастните амфетамините (напр. дексамфетамин) се считат за най-ефективното лекарство.

## Класификация

### Прояви на СДВХ
Петото издание на Диагностичния и статистически наръчник за психични разстройства (ДСН-5) поставя СДВХ в три прояви:
1. Проява с преобладаващо невнимание (ADHD-I)
  - Отговаря на критериите за невнимателната, но не на хиперактивно-импулсивната проява
2. Проява с преобладаващи хиперактивност-импулсивност (ADHD-HI)
  - Отговаря на критериите за хиперактивно-импулсивната, но не и невнимателната проява
3. Комбинирана проява (ADHD-C)
  - Отговаря на критерии както за невнимателната, така и за хиперактивно-импулсивната проява

ADHD-I е най-често срещаната проява сред възрастните, като 45% от възрастните със СДВХ отговарят на критериите за проява с преобладаващо невнимание. 34% от възрастните със СДВХ отговарят на критериите за комбинирано представяне (ADHD-C), а 21% от възрастните със СДВХ отговарят на критериите за проява с преобладаващи хиперактивност-импулсивност (ADHD-HI).

### Диагностични критерии
ДСН-5 изброява 18 възможни симптома, които човек може да прояви, които биха били в съответствие с диагнозата „СДВХ“. Има девет симптома на невнимание и девет симптома на хиперактивност-импулсивност. По-възрастните юноши и възрастните (на 17 и повече години) трябва да покажат само пет симптома за проявата с невнимание или тази с хиперактивност-импулсивност, за да отговарят на критериите за диагноза. Това се различава от необходимите шест симптома при всяка проява за децата, за да отговарят на диагностичните критерии.
В съответствие с актуализациите на ДСН-5, публикувани през 2013 г., другите критерии, необходими за диагностициране на СДВХ при възрастни, са както следва:
- Симптомите са налице поне 6 последователни месеца
- Симптомите не съответстват на нивото на развитие на индивида
- Няколко симптома се появяват преди 12-годишна възраст
- Няколко симптома се проявяват в две или повече области (напр. дом, училище, работа)
- Симптомите нарушават или намаляват социалното, академичното и професионалното представяне
- Симптомите не могат да бъдат обяснени по-добре с друго психично разстройство

## Признаци и симптоми
СДВХ е хронично състояние, което започва в ранна детска възраст и може да продължи през целия живот на човека. Изчислено е, че 33–66% от децата със СДВХ ще продължат да имат значителни симптоми, свързани със СДВХ, продължаващи в зряла възраст, което води до значително въздействие върху образованието, заетостта и междуличностните отношения.
Индивидите със СДВХ проявяват недостатъци в самоконтрола и самомотивацията, което от своя страна насърчава проблемни характеристики като разсеяност, прокрастинация и дезорганизация. Те често са възприемани от другите като хаотични, нуждаещи се от силна стимулация, за да бъдат по-малко разсеяни и да функционират ефективно. Потенциалът за учене и цялостната интелигентност на възрастните със СДВХ не се различават от тези на възрастните без разстройството.
Докато учителите и лицата, които се грижат за децата, често са настроени към симптомите на СДВХ, работодателите и другите, които взаимодействат с възрастните, е по-малко вероятно да смятат подобно поведение за симптом. Отчасти това е така, защото симптомите се променят със зрелостта: възрастните със СДВХ са по-малко склонни да проявяват очевидно хиперактивно поведение. Вместо това те могат да съобщават за постоянна умствена активност и вътрешно безпокойство, тъй като тяхната хиперактивност се интернализира.
Симптомите на СДВХ (виж таблицата по-долу) могат да варират значително между отделните индивиди и през целия им живот. Тъй като невробиологията на СДВХ става все по-ясна, става очевидно, че трудностите, проявявани от лицата със СДВХ, се дължат на проблеми с частите на мозъка, отговорни за екзекутивните функции (виж по-долу: Патофизиология). Това води до проблеми с поддържането на вниманието, планирането, организацията, приоритизирането, управлението на времето, контрола на импулсите и вземането на решения. Трудностите, породени от тези недостатъци, могат да варират от умерени до крайни, което води до невъзможност за ефективно структуриране на живота им, планиране на ежедневните задачи или мислене и действие по съответния начин, дори когато са наясно с потенциалните последици. Те могат да доведат до лошо представяне в училище и на работа и могат да бъдат последвани от слаби постижения в тези области. При млади възрастни може да има лоши шофьорски досиета с пътно-транспортни нарушения.
С натрупването на проблемите индивидът установява негативна представа за себе си и се създава порочен кръг на провал. До 80% от възрастните може да имат някаква форма на съпътстващо психиатрично заболяване, като депресия или тревожност. Много индивиди със СДВХ също имат свързани обучителни трудности, като дислексия, което допринася за техните затруднения.
Проучвания върху възрастни със СДВХ показват, че те по-често те изпитват самостигма и депресия в детството, обикновено в резултат на това, че се чувстват пренебрегнати и различни от своите връстници. Тези проблеми могат да играят роля във високите нива на депресия, злоупотребата с вещества и проблемите във взаимоотношенията, които засягат възрастните със СДВХ по-късно в живота.
Установено е, че емоционалната дисрегулация или неспособността за правилно управление на емоциите, както се демонстрира от ниска толерантност към чувството на неудовлетвореност, раздразнителност, негативни емоционални изблици и емоционална лабилност, е ключов симптом на СДВХ във всички възрастови групи. За разлика от други симптоми на СДВХ, които имат тенденция да се подобряват или намаляват с възрастта, емоционалната дисрегулация е доказано по-устойчива в зряла възраст. Въпреки нарастващото признаване сред клиницистите на емоционалната дисрегулация като важен симптом при СДВХ, особено сред възрастните, тя не се признава в ДСН-5 като основен симптом на СДВХ за диагностични критерии. Въпреки това ДСН-5 включва симптомите на емоционална дисрегулация като „свързани характеристики“, които могат да подкрепят диагнозата „СДВХ“.
| С преобладаващо невнимание (ADHD-I) | С преобладаваьщи хиперактивност/импулсивност (ADHD-HI) |
| --- | --- |
| При деца: - Разсеяност в ежедневните дейности - Лесно се разсейва от външни стимули - Губи важни предмети (напр. моливи, домашни, играчки и т.н.) - Винаги моли за внимание, но - Не слуша и не отговаря на извиканото име - Не може да се съсредоточи върху текущите задачи, не може да поддържа вниманието в дейностите - Избягва или не харесва задачи, изискващи продължителни умствени усилия - Прави невнимателни грешки, като не обръща внимание на детайлите - Трудност при организирането на задачи и дейности - Не успява да изпълни сложни инструкции и задачи (напр. домашна работа, задължения и т.н.) | При деца: - Извива се и се върти (с ръце и/или крака) - Не може да стои мирно - Не може да играе тихо или да участва в развлекателни дейности - Говори прекомерно - Тича и се катери прекомерно - Винаги е в движение, сякаш „задвижвано от мотор“ - Няма търпение да му дойде редът - Дава внезапни отговори или коментари - Натрапва се на другите или прекъсва разговорите |
| При възрастни: - Избягване на задачи или работа, които изискват концентрация - Прокрастинация - Трудност при започване на задача - Трудност при организирането на детайлите, необходими за дадена задача - Трудности при припомнянето на подробности, необходими за дадена задача - Трудност за изпълняване на много задачи едновременно - Лошо управление на времето, загуба на представа за времето - Нерешителност и съмнение - Колебание при изпълнение - Трудност при постоянство или завършване и следване на задачите - Забавено спиране и преход на концентрация от една задача към друга                   | При възрастни: - Върти се с или потупва ръце или се извива на стола - Затруднява се да остане седнал - Изключително голямо безпокойство - Говори прекалено - Прекъсва или се натрапва на другите - Трудно му е да изчака реда си - Трудности да участва тихо в дейности - Изстрелва отговори, преди въпросите да бъдат завършени                                              |

## Диагноза

### Скрининг за СДВХ при възрастните
СДВХ може да бъде диагностициран само от лицензиран клиницист и първата стъпка за това е чрез скрининг с валидирани инструменти за скрининг за СДВХ при възрастни. Скалата за самоотчитане на СДВХ при възрастните (ASRS) е валидиран инструмент за скрининг, признат от Световната здравна организация с чувствителност и специфичност съответно от 91,4% и 96,0%. Скринингът може да насочи вземането на клинични решения към правилните методи за диагностика и лечение, може да предотврати по-нататъшни негативни резултати и може да намали медицинските разходи, които могат да възникнат в резултат на недостатъчна диагноза.  Индивидите, които трябва да бъдат изследвани за СДВХ, включват всеки възрастен с хронична история на поведение, съответстващо на невнимание, хиперактивност, импулсивност, безпокойство, както и емоционална нестабилност, започнала в детството или ранното юношество. Поради високия процент на наследственост възрастните с роднина от първа степен със СДВХ също трябва да бъдат изследвани. Другите високорискови групи, които трябва да бъдат изследвани, включват възрастните с анамнеза за хронични психични разстройства (включително, но не само, тревожност, депресия, биполярно разстройство), поради високия процент на коморбидност, възрастните в системата на наказателното правосъдие или с история на поведенчески проблеми, и възрастните с множество физически заболявания.

### Диагностициране на СДВХ при възрастни
Ако индивидът има положителен скрининг за СДВХ, диагнозата се поставя клинично чрез задълбочено, систематично интервю с цел получаване на пълна история на настоящите симптоми на индивида и как тези симптоми са попречили на представянето му в ежедневните дейности. Трябва също да се получи анамнеза за симптомите в детството. Винаги, когато е възможно, трябва да се получи допълнителна информация от източници, близки до индивида (напр. родители, братя и сестри, значими други, колеги) относно представянето на симптомите на индивида и уврежданията в различни условия. Тези допълнителни информатори могат да помогнат на клинициста при диагностицирането на СДВХ при възрастните, тъй като възрастните може да не си спомнят точно симптомите от детството. Освен това болните са склонни да докладват неточно текущата тежест на симптомите и увреждане, дължащи се или на лошо самосъзнание, или на развитие на механизми за справяне през целия им живот, за да управляват симптомите на недиагностициран СДВХ. В допълнение към определянето на текущите симптоми клиничното интервю за диагностициране на СДВХ трябва също така да направи оценка за съпътстващите медицински и психични разстройства, тъй като може да има значително припокриване на симптомите на СДВХ и други състояния.
СДВХ не може да се диагностицира само чрез скали за оценка на симптомите, невропсихологични тестове или изображения на мозъка. Тези инструменти обаче могат да се използват за скрининг или подкрепа на диагнозата СДВХ, както и за количествено определяне на тежестта и функционалното увреждане на симптомите.

#### Инструменти за скрининг
- Скала за самоотчитане на СДВХ при възрастни (ASRS)[55]
- Рейтингова скала „Уендър Юта“[55]

#### Инструменти за диагностика
- Диагностично интервю за СДВХ при възрастните, трето издание (DIVA-5)[56][57]
  - DIVA-5-ID (адаптирана версия за хора с интелектуални затруднения)[57][58]
- ACE+ (полуструктурирано диагностично интервю за оценка на СДВХ при възрастни, >16 години)[58]
- Диагностично интервю на Конърс за СДВХ при възрастни за DSM-IV (CAADID)[56][58]
- Клинична диагностична скала за СДВХ при възрастни (ACDS v1.2)[56]
- Continuous Performance Tests (CPTs) (когнитивни тестове за внимание и екзекутивни функции)[59]

### Бариери пред диагностицирането на СДВХ при възрастни
Възрастните се сблъскват с много потенциални трудности при получаване на диагноза „СДВХ“. Диагнозата често се пропуска в клиничната обстановка при възрастни в резултат на недостатъчни познания сред клиницистите за СДВХ при възрастните. Тази липса на знания може да накара някои клиницисти да не диагностицират СДВХ при възрастни, защото се притесняват да не го диагностицират погрешно, не се чувстват комфортно да предписват стимуланти или се притесняват от влошаване на съпътстващите състояния на пациентите. Освен това клиницистите обикновено пренебрегват симптомите на СДВХ и/или пропускат да го считат за диагноза при възрастни поради припокриването на симптомите с други психиатрични състояния, като тревожни разстройства, разстройства на настроението, разстройства при употреба на вещества и разстройства на личността. Симптомите на тези психиатрични разстройства могат да маскират симптомите на СДВХ и да накарат клиницистите да смятат тези разстройства за СДВХ. СДВХ също има високи нива на коморбидност с тези разстройства в зряла възраст, което допълнително кара клиницистите да преследват оценка за тези разстройства над СДВХ. Освен това стигмата около СДВХ кара много възрастни да се откажат да търсят лечение напълно.
Друга бариера пред диагностицирането е изправена пред високо интелигентни или високофункционални възрастни. Тези индивиди са по-склонни да развият компенсаторни умения по-рано в живота си, за да преодолеят симптомите на недиагностициран СДВХ и да се адаптират към средата си, което може да потисне някои от по-очевидните симптоми или поведение на СДВХ. В резултат на това, когато търсят лечение като възрастни, те може да не демонстрират нивото на дисфункция, което се разпознава по-лесно при лица със СДВХ.
Диагнозата на СДВХ може също да бъде забавена при възрастните поради липса на универсален консенсус относно диагностичните критерии за диагностициране на СДВХ при възрастните, както и поради лошото придържане към настоящите препоръки от лекарите в първичната медицинска помощ и доставчиците на психично здраве.

## СДВХ при зрели мъже
Най-честата проява на СДВХ в зряла възраст е предимно невнимание (ADHD-I). Мъжете демонстрират по-високи нива на разрешаване на симптомите в зряла възраст. Възрастните мъже със СДВХ имат по-висок процент на лишаване от свобода, отколкото възрастните мъже без СДВХ. В сравнение с възрастни жени със СДВХ, процентът на лишаване от свобода за възрастни мъже също е по-висок, 31,2% за мъже срещу 22,1% за жени.
Момчетата и мъжете със СДВХ проявяват по-високи нива на екстернализирани разстройства или поведение, което се проявява като агресивно, разрушително поведение, нарушаващо правилата, което ги прави по-вероятно да бъдат насочени за лечение на СДВХ. Възрастните мъже със СДВХ също са по-склонни да проявяват антисоциално поведение, свързано със диссоциално разстройство на личността. Възрастните със СДВХ са по-предразположени към безразсъдно шофиране и към по-чести и тежки катастрофи, като някои проучвания показват повишена честота при възрастните мъже със СДВХ в сравнение с жените.
Други резултати от СДВХ при възрастните са по-високите докладвани случаи на пътни фишове, пропуснати работни дни и злополуки. Според Фриц в проучване от 2016 г. възрастни мъже със СДВХ може да са в състояние да се съсредоточат по-добре върху умствени задачи, след като завършат някакъв вид физическо натоварване. Това може да помогне на хора, които страдат от възрастен СДВХ. Показано е, че подобренията в настроението са статистически значими за кратко време, но бързо настроението се връща към нивата преди усилието.

## СДВХ при зрели жени

### Симптоми
Има все повече доказателства, че жените със СДВХ имат симптоми, различни от типичните симптоми или поведение, наблюдавани при мъжете. Докато мъжете са по-склонни да проявяват общоприетото разрушително поведение на СДВХ, особено в детството, жените обикновено имат по-фини изяви на хиперактивност-импулсивност и/или е по-вероятно да отговарят на СДВХ с преобладаващо невнимание, което води до забавена диагноза при  тях. Трябва да се отбележи, че въпреки вариациите в тежестта и представянето на симптомите, ADHD-HI е най-честата проява при децата в предучилищна възраст и за двата пола. Клиницистите трябва да са наясно, че точно както мъжете, жените също могат да проявяват симптоми на невнимание, както и хиперактивност-импулсивност.
Импулсивността при жени със СДВХ често се проявява като прекомерно говорене, изстрелване на отговори, прекъсване на другите и нервност. При жените със СДВХ невниманието често се проявява като податливост към разсейване, дезорганизация, чувство на претоварване, забравяне, липса на усилия или мотивация и трудност при получаване на конструктивна критика в професионална среда. Жените със СДВХ също проявяват по-големи интернализирани разстройства (т.е. разстройства на настроението), отколкото мъжете със СДВХ. Забележими симптоми на СДВХ, специфични за възрастните жени, включват по-ниско самочувствие, по-големи трудности при поддържане на взаимоотношения, повишен риск от тревожност и/или разстройства на настроението. Жените, започвайки в детството, също са по-склонни да развият компенсаторни стратегии, които в крайна сметка могат да маскират някои от основните симптоми на СДВХ.

### Разпространение
Най-честата проява на СВДХ в зряла възраст е предимно невниманието (ADHD-I). ADHD-I също е най-честата проява при жените в детството и е доказано, че симптомите на невнимание продължават в зряла възраст повече от тези на проявата с преобладаващи хиперактивност-импулсивност, наблюдавано по-често при момчета. Следователно жените демонстрират по-висока честота на продължаваща през живота форма на СДВХ, което помага да се обясни стесняващото се диагностично съотношение мъже-жени от детството до зрелостта. Друго възможно обяснение за диагностичното съотношение между мъжете и жените, наблюдавано в зряла възраст, е, че диагнозата при възрастните разчита в по-голяма степен на самоотчет, отколкото на доклади от родители или учители. Възрастните жени са по-склонни от възрастните мъже да съобщават за проблеми и да търсят лечение, което води до увеличаване на честотата на диагностициране при възрастните жени и премахване на разликата в разпространението между половете.

## Патофизиология
През последните 30 години изследванията на СДВХ се увеличават значително. Няма единна теория, която да обяснява причината за СДВХ. Генетичните фактори се смятат за важни и се предполага, че факторите на обкръжаващата среда могат да повлияят на това как се проявяват симптомите.
Става все по-прието, че хората със СДВХ имат затруднения с екзекутивното функциониране. При висшите организми като хората се смята, че тези функции се намират във фронталните лобове. Те дават възможност за припомнянето на задачи, които трябва да бъдат изпълнени, организацията за изпълнение на тези задачи, оценката на последствията от действията, приоритизирането на мислите и действията, следенето на времето, осъзнаването на взаимодействията с обкръжаващата среда, способността за фокусиране въпреки конкуриращите се стимули и адаптирането към променящите се ситуации.
Няколко линии на изследвания, базирани на структурни и/или функционални техники за изобразяване, стимуланти, психологически интервенции, са идентифицирали промени в допаминергичните и адренергичните пътища на индивидите със СДВХ. По-специално областите на префронталната кора изглеждат най-засегнати. Допаминът и норепинефринът са невротрансмитери, които играят важна роля в мозъчната функция. Задържащите допаминови и норадреналинови транспортери са прекалено активни и изчистват тези невротрансмитери от синапса много по-бързо, отколкото при другите индивиди. Смята се, че това увеличава латентността и салиентността на обработката и намалява работната памет.

## Лечение
Като първа стъпка възрастните със СДВХ трябва да получат психообучение за СДВХ, така че да разберат диагнозата. Това е жизненоважно, за да се гарантира, че възрастните със СДВХ могат да вземат информирани решения относно своето лечение и има други предимства, като например подобрени взаимоотношения с другите.  Лечението често започва с лекарства, избрани за справяне със симптомите на СДВХ, заедно с всички съпътстващи заболявания, които могат да присъстват. Самото лечение, въпреки че понякога е ефективно за коригиране на физиологичните симптоми на СДВХ, няма да се справи с недостига на умения, които много възрастни ще са придобили поради СДВХ (напр. човек може да си възвърне способността да се фокусира с лекарства, но умения като организиране, приоритизиране и ефективното общуване са отнели на другите време за самоусъвършенстване).  Предложеното лечение за СДВХ при възрастни трябва да включва комбиниран подход от психосоциални интервенции (поведенчески или когнитивни), медикаменти, професионални интервенции и редовна проследяваща подкрепа.

### Медикаменти
Медикаментите за подпомагане на лечението на СДВХ включват психостимуланти и нестимуланти. Указанията и наличието на различните налични опции за лекарства може да варират в зависимост от това в коя страна живее лицето.

#### Стимуланти
Стимулантите имат умерени до високи ефекти, които имат по-висок среден ефект от нестимулирантите. За възрастните амфетамините в частност са най-ефикасните лекарства и те (заедно с метилфенидат) имат най-малко неблагоприятни ефекти. Въпреки че има известен дебат относно това дали да се лекуват възрастни със СДВХ с разстройство при употреба на вещества (SUD) със стимуланти, Актуализираното европейско консенсусно изявление от 2019 г. относно диагностиката и лечението на СДВХ при възрастни отбелязва, че „при пациенти със СДВХ лечението на СДВХ [със стимуланти] може да бъде полезно за намаляване на симптомите на СДВХ без влошаване на SUD и не трябва да се избягва“.
Амфетамините и производните им – прототипните стимуланти, се предлагат във формули с незабавно и дългодействащо действие. Амфетамините действат чрез множество механизми, включително инхибиране на обратното захващане, изместване на трансмитерите от везикулите, обръщане на транспортерите за задържане и обратимо инхибиране на МАО. Така амфетамините активно увеличават освобождаването на тези невротрансмитери в химическия синапс. В краткосрочен план метилфенидатът – стимулант, производен на бензилпиперидина и фенилетиламина, се понася добре. От преглед от 2008 г. не са провеждани дългосрочни проучвания при възрастните, въпреки че не са докладвани сериозни странични ефекти на регулаторните органи.
В Обединеното кралство клиничните указания препоръчват психостимулантите да се използват като лечение от първа линия. За хора, които не могат да бъдат лекувани със стимуланти поради разстройство, свързано с употребата на вещества или други противопоказания, атомоксетинът е предложеното лечение от първа линия в Обединеното кралство. В Канада клиничните насоки предполагат, че първа линия на лечение е метилфенидат или лисдексамфетамин. Нестимулирантите  обикновено са лечение от втора линия в Канада.

#### Нестимуланти
Нестимулантът атомоксетин може да бъде ефективно лечение на СДВХ при възрастните. Въпреки че той има полуживот, подобен на стимулантите, той проявява забавено начало на терапевтични ефекти, подобни на антидепресантите. За разлика от стимулантите, които обикновено са контролирани вещества, атомоксетинът няма потенциал за пристрастяване. Той е особено ефективен за тези с преобладаващо невнимание и дефицит на вниманието, тъй като е основно инхибитор на обратното захващане на норепинефрина. Често се предписва на възрастни, които не могат да понасят страничните ефекти на амфетамините или метилфенидата. Той също така е одобрен за СДВХ от Американската агенция по храните и лекарствата. Рядък, но потенциално тежък страничен ефект включва увреждане на черния дроб и повишена суицидна идеация. Ребоксетин – също селективен инхибитор на обратното захващане на норепинефрина, може да се използва не по предназначение като алтернатива на атомоксетина. Вилоксазин – друг селективен инхибитор на обратното захващане на норепинефрина, е одобрен от Американската агенция за лечение на СДВХ при деца, юноши и възрастни.
Бупропион и Дезипрамин са два антидепресанта, показали някои доказателства за ефективност при лечението на СДВХ, особено когато има коморбидна тежка депресия, въпреки че антидепресантите имат по-малък ефект от лечението.

### Психотерапия
Психотерапията, включително поведенческата терапия, може да помогне на възрастните със СДВХ да наблюдават собственото си поведение и да осигури умения за подобряване на организацията и ефективността при ежедневните задачи. Изследванията показват, че наред с лекарствата психологическата намеса при възрастни може да бъде ефективна за намаляване на симптоматичните недостатъци. По-специално когнитивната поведенческа терапия може да осигури ползи, особено заедно с лекарствата, при лечението на СДВХ при възрастните.

## Епидемиология
Докато СДВХ традиционно се разглежда като детско разстройство, което отслабва с възрастта, нарастващите изследвания показват, че СДВХ често продължава от детството до зрелостта. Приблизително 40-60% от хората, диагностицирани със СДВХ в детството, продължават да проявяват някои симптоми и в зряла възраст, докато приблизително 15% продължават да отговарят на пълните диагностични критерии. Общ преглед на световните нива на разпространение на СДВХ в детска възраст, публикуван през 2023 г., съобщава за комбинирано разпространение от 8,0% при деца в световен мащаб. Същият преглед съобщава за глобално комбинирано разпространение на СДВХ от 10% при момчетата и 5% при момичетата. Докато съотношението мъже-жени при диагнозата „СДВХ“ в детството е около 2,3:1, то то се доближава до 1,5:1 или по-малко в зряла възраст.  Това е в съответствие с изследванията, разкриващи недостатъчната диагноза на СДВХ при жените в детството.
Поради зависимото от възрастта намаляване на симптомите на СДВХ разпространението сред възрастните е по-ниско от това при децата. Метаанализ на глобалното разпространение на СДВХ при възрастните, публикуван през 2021 г., оценява колективното разпространение на персистиращия СДВХ при възрастните от 2,58% в световен мащаб през 2020 г. Персистиращият СДВХ при възрастните се определя като отговарящ на диагностични критерии за СДВХ в зряла възраст с допълнително изискване за потвърдена диагноза в детска възраст. Тази честота е сравнена със симптоматичния СДВХ при възрастните, дефиниран като отговарящ на симптоматични диагностични критерии за СДВХ в зряла възраст без изискване за диагноза в детска възраст, която има изчислено комбинирано разпространение от 6,76%, в световен мащаб през 2020 г. Когато се оценява разпространението на персистиращия СДВХ при възрастните по региони на Световната банка (държави с високи доходи (H ICs) спрямо страни с ниски и средни доходи (LMIC)), разпространението на персистиращия СДВХ при възрастните е значително по-ниско в HIC, отколкото в LMIC с проценти съответно от 3,25% и 8,00%. Оценяването на разпространението на персистиращия СДВХ при възрастните по възраст показва намаляване на разпространението с увеличаване на възрастта, което е в съответствие с други проучвания, които показват, че симптомите на СДВХ намаляват с възрастта.
Друг метаанализ, публикуван през 2020 г., специално изследва разпространението на СДВХ при възрастните, определени като 45 години и повече. Той оценява разпространението при по-възрастни хора въз основа на три различни метода за оценка: диагностика на изследване (въз основа на ДСН-валидирани скали), клинична диагноза (въз основа на клинично интервю, отговарящо на критериите на ДСН или МКБ) и лечение. Комбинираното разпространение на СДВХ при по-възрастните чрез диагностика на изследването се оценява на 2,18%, в съответствие с възрастово-зависимия спад на СДВХ. Комбинираното разпространение на СДВХ при по-възрастните според клиничната диагноза се оценява на 0,23%. Несъответствието в разпространението между диагнозата на изследването и клиничната диагноза може да се обясни или с потенциално надценяване от скалите за оценка на СДВХ, или с недостатъчна диагноза от клиницистите. И накрая, разпространението на лечението на СДВХ при по-възрастните се оценява на 0,09%, което е по-малко от половината от разпространението на клинично диагностицирания СДВХ.

## История
Ранната работа върху разстройствата на вниманието е извършена от Александър Крайтън през 1798 г., който пише за „умственото безпокойство“.  Основното състояние е разпознато от началото на 20. век от сър Джордж Стил.   Ефикасността на лекарствата върху симптомите е открита през 30-те години на 20. век и изследванията продължават през целия 20. век. СДВХ при възрастните започва да се изучава през 90-те години на 20. век и изследванията се увеличават с нарастването на световния интерес към състоянието.
През 70-те години на 20. век изследователите започват да осъзнават, че състоянието, известно сега като „СДВХ“, не винаги изчезва в юношеството, както се е смятало преди. Разширяването на определението за СДВХ отвъд това, че е само състояние, присъщо на деца, е постигнато главно чрез пренасочване на диагнозата към невниманието вместо към хиперактивността. Горе-долу по същото време някои от симптомите са забелязани и при много родители на лекуваните деца.

## Спорове
Споровете относно СДВХ включват опасения относно съществуването му като разстройство, причините за него, методите, чрез които се диагностицира и лекува, включително употребата на стимуланти при деца, възможната свръхдиагностика, погрешната диагноза като СДВХ, водеща до недостатъчно лечение на истинското основно заболяване, предполагаемите хегемонични практики на Американската психиатрична асоциация и негативните стереотипи за децата, диагностицирани със СДВХ. Тези противоречия са поне от 70-те години на 20. век.